# فولفغانغ أولريش
فولفغانغ أولريش (بالألمانية: Wolfgang Ullrich)‏ هو مهندس نمساوي، ولد في 27 أغسطس 1950 في فيينا في النمسا.